# Scomberomorus brasiliensis
 Scomberomorus brasiliensis és una espècie de peix de la família dels escòmbrids i de l'ordre dels perciformes.

## Morfologia
Els mascles poden assolir els 125 cm de longitud total i els 6,710 g de pes.

## Distribució geogràfica
Es troba a l'Atlàntic occidental: des de Belize fins a Rio Grande do Sul (Brasil).